# Luziola gracillima
Luziola gracillima är en gräsart som beskrevs av Prodoehl. Luziola gracillima ingår i släktet Luziola och familjen gräs. Inga underarter finns listade i Catalogue of Life.